# Глубокский историко-этнографический музей
Глубо́кский историко-этнографический музей (бел. Глыбоцкі гісторыка-этнаграфічны музей) — музей в городе Глубокое Витебской области Белоруссии.

## История
По решению исполкома районного Совета народных депутатов от 31.08.1992 года № 204 бывшее здание горсовета по улице Энгельса, 24 было передано под музей.
Здание является памятником архитектуры п.п. XX в. (один из домов тогдашнего жилого сектора Глубокого). Возведён он был в 1931 – 1932 гг. местным жителем в "национальном стиле" – синтез барокко, классицизма и модерна.
В течение нескольких лет шёл процесс создания музейной экспозиции (художественное оформление залов – Глива Д. Х., Гилевич Я. Я. – г. Минск, Сотников С. М. – г. Витебск), осуществлялся сбор экспонатов (на момент открытия в фондах насчитывалось 4526 экспонатов). 30 декабря 1997 года гостеприимно раскрыл двери для посетителей Глубокский историко-этнографический музей. Таким образом, у горожан появилась возможность присоединиться к историческому наследию района, и вот уже который год коллектив сотрудников музея плодотворно работает на поприще изучения истории нашего региона.

## Современное состояние
По состоянию на 2016 год в музее насчитывается 12,1 тыс. музейных предметов основного фонда. В 2016 году музей посетили 33,3 тыс. человек; по этому показателю музей находится на шестом месте в Витебской области, уступая музеям в Полоцке, Витебске и Браславе. Наиболее ценными экспонатами музея считаются картины белорусского художника Язепа Дроздовича. У музея есть филиал — Культурно-дендрологический комплекс деревни Мосар (парк, созданный в 1990-е — 2000-е ксендзом Юозасом Булькой и прихожанами костёла святой Анны).